# Fornos (Freixo de Espada à Cinta)
Fornos ist ein Ort und eine ehemalige Gemeinde (Freguesia) im portugiesischen Kreis Freixo de Espada à Cinta. Die Gemeinde hatte 203 Einwohner (Stand 30. Juni 2011).
Am 29. September 2013 wurden die Gemeinden Fornos und Lagoaça zur neuen Gemeinde União das Freguesias de Lagoaça e Fornos zusammengeschlossen.